# Dzenis Kozica
Dzenis Kozica, född 28 april 1993 i Värnamo, är en svensk fotbollsspelare som spelar för Jönköpings Södra IF.

## Klubbkarriär
Kozica är fostrad i IFK Värnamo. Säsongen 2015 spelade han totalt 30 matcher, 28 av dessa från start, samt 9 mål och 11 målgivande passningar.
I november 2015 värvades Kozica av Jönköpings Södra IF, där han skrev på ett treårskontrakt. Efter att Jönköpings Södra degraderades till Superettan efter säsongen 2017 blev det klart att Kozica lämnade laget för allsvenska Djurgårdens IF. Kontraktet med Djurgården skrevs på för fyra år.
I juli 2019 blev det klart att Kozica lånades ut till AFC Eskilstuna över resten av den allsvenska säsongen 2019. I februari 2020 lånades han ut till Jönköpings Södra på ett låneavtal över säsongen 2020. I februari 2021 värvades Kozica av Trelleborgs FF, där han skrev på ett ettårskontrakt. Efter säsongen 2021 lämnade Kozica klubben.
I januari 2022 blev Kozica klar för Östers IF. Efter säsongen 2023 lämnade han klubben.
Den 23 februari 2024 skrev han på ett treårskontrakt, för en ny återkomst i Jönköpings Södra.

## Landslagskarriär
Kozica spelade 10 matcher samt gjorde ett mål för Sveriges U19-landslag mellan 2010 och 2012.